# 8832 Altenrath
8832 Altenrath là một tiểu hành tinh vành đai chính được phát hiện ngày 2 tháng 3 năm 1989 bởi Eric W. Elst ở Đài thiên văn Nam Âu.
The asteroid is named in memory thuộc Henricus Altenrath (1832–1892), initiator và first director of the "Nijverheidsschool" a well-known Antwerp school for teaching of technical professions. Under his direction, the school began teaching ở Tiếng Hà Lan, which was not common ở that time. His name is still honored by the Association "Henric Altenrath". The discoverer has taught for many năm ở this school.